# NGC 4638
NGC 4638 је елиптична галаксија у сазвежђу Девица која се налази на NGC листи објеката дубоког неба.
Деклинација објекта је + 11° 26' 33" а ректасцензија 12h 42m 47,3s. Привидна величина (магнитуда) објекта NGC 4638 износи 11,1 а фотографска магнитуда 12,1. Налази се на удаљености од 17,100 милиона парсека од Сунца. NGC 4638 је још познат и под ознакама NGC 4667, UGC 7880, MCG 2-32-187, CGCG 70-229, CGCG 71-6, VCC 1938, PGC 42728.